# Neil Jenney
Neil Jenney es un artista autodidacta nacido en 1945. Asistió a la Facultad de Arte de Massachusetts en 1964. En 1966 se trasladó a Nueva York, donde actualmente reside.
Su estilo de pintura fue descrito por la crítica de arte Marcia Tucker en 1978 como Bad Painting, una descripción que ha abrazado. Jenney describe su estilo como realismo , pero es un uso idiosincrásico de la palabra de su parte, que significa: un estilo en el cual las verdades narrativas se encuentran en las relaciones simples de los objetos. Su trabajo durante 1969-1970, que es el período para el cual fue sabido primero, era una reacción al minimalism y al photo-realism. Neil Jenney siempre ha sido anti-foto. El impacto de la obra fue grande para un período tan breve: según la crítica de arte del New York Times, Roberta Smith "en esos dos años el Sr. Jenney ayudó a poner la pintura representacional en un nuevo rumbo y estableció precedentes para el arte de los años setenta, ochenta y noventa".
A menudo, la obra de Jenney de este período representaba pares de objetos que tenían relaciones de causa y efecto evocadoras (tales como una sierra y un trozo de madera cortada, como se muestra en la pieza de 1969 Sawn and Saw .) En una revisión del 15 de abril de 2001 en el Observador de Nueva York de su muestra de trabajo de finales de los años 60 y principios de los 70 en la Galería Gagosian, Mario Naves dijo que las pinturas:
Ese adjetivo peyorativo, en el caso del Sr. Jenney, viene con citas de miedo de una milla de altura y connota un arte que combina la figuración sin salida de Pop, el callejón sin salida materialidad del Minimalismo y un sentido del humor que es, si no es un callejón sin salida, a continuación, agudamente inexpresivo.El Sr. Jenney pintó las imágenes durante el apogeo del Arte Conceptual , y si eran, en parte, un rechazo a sus verdades desencarnadas, también participó de su desapego intelectual".
Su pintura Here and There (1969), que representa una cerca blanca que divide un campo de pinceladas verdes y verdes, fue en la exposición 2004 The Undiscovered Country en el Hammer Museum de Los Ángeles. Su trabajo está en muchos museos incluyendo el museo del arte moderno , el museo de arte metropolitano , el museo de Whitney del arte americano , y la galería de arte de Corcoran en Washington D. C. Él demuestra actualmente con la galería de Barbara Mathes . Su pintura "Meltdown Morning" está en exhibición en el Museo de Arte de Filadelfia.
- Datos: Q825963